# Tesha Harry
Tesha Harry (* 25. Januar 1981 in St. George’s) ist eine ehemalige US-amerikanische Volleyballspielerin.

## Karriere
Die Spielerin von der Antillen-Insel Grenada begann ihre Volleyball-Karriere 2002 im Seawolves-Team der Stony Brook University. Nach ihrem Abschluss wechselte sie 2004 zum Bundesligisten USC Braunschweig. Zwei Jahre später wechselte sie zum Köpenicker SC, der seine zweite Saison in der ersten Liga bestritt. In der Saison 2007/08 war die US-Amerikanerin beim 1. VC Wiesbaden aktiv, ehe sie vom Vizemeister Dresdner SC verpflichtet wurde. 2010 erlebte die Mittelblockerin in Dresden ihr bislang erfolgreichstes Jahr, als der Verein den DVV-Pokal und in eigener Halle den Challenge Cup gewann. 2011 wurde Harry mit dem DSC Vizemeister, 2012 beendete sie ihre Volleyballkarriere. 